# Ivkivți, Prîlukî
Ivkivți (în ucraineană Івківці) este localitatea de reședință a comunei Ivkivți din raionul Prîlukî, regiunea Cernihiv, Ucraina.

## Demografie
Componența lingvistică a localității Ivkivți
     Ucraineană (96,22%)
     Rusă (3,3%)
     Alte limbi (0,4%)
Conform recensământului din 2001, majoritatea populației localității Ivkivți era vorbitoare de ucraineană (96,22%), existând în minoritate și vorbitori de rusă (3,3%).